# Ватерполо репрезентација Кине
Ватерполо репрезентација Кине представља Кину на међународним ватерполо такмичењима. 
Кина је најуспешнија азијска ватерполо репрезентација са пет златних медаља на Азијским играма, такође је увек била на победничком постољу од када учествује у том такмичењу. На такмичењима изван Азије није освојила ниједну медаљу.

## Резултати на међународним такмичењима

### Олимпијске игре
- 1900 - 1980: Није учествовала
- 1984: 9. место
- 1988: 11. место
- 1992 - 2004: Није се квалификовала
- 2008: 12. место

### Светско првенство
- 1973 - 1978: Није се квалификовала
- 1982: 10. место
- 1986: Није се квалификовала
- 1991: 14. место
- 1994 - 2001: Није се квалификовала
- 2003: 16. место
- 2005: 16. место
- 2007: 13. место
- 2009: 12. место
- 2011: Квалификовала као домаћин

### Азијске игре
| - 1951 - 1970: Није се такмичила - 1974: 2. место - 1978: Победник - 1982: Победник | - 1986: Победник - 1990: Победник - 1994: 2. место - 1998: 3. место | - 2002: 3. место - 2006: Победник - 2010: 2. место |

### Светски куп
- 1979 - 2006: Није се квалификовала
- 2010: 7. место

### Светска лига
| - 2002: Није учествовала - 2003: Није учествовала - 2004: Није учествовала - 2005: Квалификациони турнир | - 2006: 2. квалификациони турнир - 2007: 8. место - 2008: 9. место - 2009: Није учествовала | - 2010: 7. место - 2011: 8. место |